# Gornjaki (Preseka)
Gornjaki su naseljeno mjesto u Republici Hrvatskoj u Zagrebačkoj županiji. 

## Zemljopis
Administrativno je u sastavu općine Preseka. Naselje se proteže na površini od 3,64 km².

## Stanovništvo
Prema popisu stanovništva iz 2001. godine u naselju Gornjaki živi 57 stanovnika i to u 16 kućanstva. Gustoća naseljenosti iznosi 15,66 st./km².
| broj stanovnika | 81    | 78    | 71    | 81    | 155   | 212   | 178   | 207   | 204   | 201   | 164   | 125   | 126   | 93    | 57    | 49    | 39    |
|                 | 1857. | 1869. | 1880. | 1890. | 1900. | 1910. | 1921. | 1931. | 1948. | 1953. | 1961. | 1971. | 1981. | 1991. | 2001. | 2011. | 2021. |